# Rio Furu (Râmnicul Sărat)
O Rio Furu é um rio da Romênia, afluente do Râmnicul Sărat, localizado no distrito de Vrancea.